# Victor Willem Ruypers
Victor Willem Ruypers/Ruijpers (Schin op Geul, 15 januari 1898 – 25 juni 1993) was een Nederlands politicus.
Hij werd geboren als zoon van Jan Pieter Hubertus Ruypers (1854-1933) en Maria Antoinette Rosalia Hubertina Laeven (1863-1938). Na de mulo ging hij werken bij de gemeente Heerlen en kort daarop maakte hij de overstap naar de gemeente Schin op Geul waar zijn vader toen burgemeester was. Vanaf 1921 was hij ambtenaar bij de gemeente Valkenburg en in 1928 werd hij benoemd tot burgemeester van Urmond. In 1941 volgde ontslag waarop Urmond een NSB'er als burgemeester kreeg. Na de bevrijding in 1944 kon hij terugkeren in zijn oude functie. Ruypers ging begin 1963 met pensioen en hij is in 1993 overleden op 95-jarige leeftijd.
Zijn broer Jan Hubertus volgde hun vader op als burgemeester van Schin op Geul.